# Susanne Lenz-Gleißner

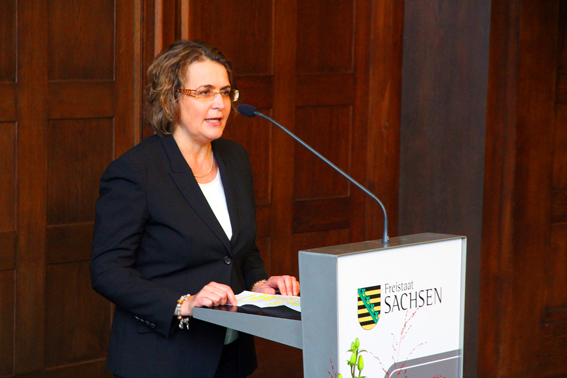
Susanne Lenz-Gleißner (2015)

Susanne Lenz-Gleißner (* 21. August 1962 in Luxemburg) ist eine deutsche Journalistin.

## Leben und Beruf
Nach Lehramtsstudium und Volontariat beim Süddeutschen Rundfunk in Stuttgart arbeitete Lenz-Gleißner als Reporterin, Redakteurin und Moderatorin beim Hessischen Rundfunk in Frankfurt (Main). Hier moderierte sie 1989–1992 u. a. die wöchentliche Jugendsendung „Radio Unfrisiert“, die vielfach ausgezeichnet wurde. Erste Erfahrungen im Bereich des Fernsehens machte Lenz-Gleißner beim ZDF in Mainz. Sie moderierte die Sendung „Doppelpunkt nachgefragt“, die auf 3Sat ausgestrahlt wurde. Seit 1993 ist Lenz-Gleißner bei der Deutschen Welle in Berlin tätig, seit Juni 2019 leitet sie die Abteilung Kultur Aktuell. Seit Februar 2017 ist sie Stv. Leiterin der DW-Hauptabteilung Kultur und Leben. Zuvor war sie als Redakteurin und Autorin für die Sendungen KULTUR.21 und KINO zuständig und arbeitete als Reporterin in der DW-Nachrichtenredaktion. Von 1993 bis 1997 war sie zunächst Redakteurin, dann Leiterin der DW-Jugendredaktion. Hier war sie u. a. verantwortlich für die wöchentliche Live-Sendung „100 GRAD“, eine Koproduktion mit dem ORB, die zeitweise auch in der ARD ausgestrahlt wurde. Moderatoren von 100 GRAD waren u. a. Götz Alsmann und Steffen Hallaschka, den Lenz-Gleißner vom Radio zum Fernsehen holte. Zudem war Lenz-Gleißner als Autorin und Redakteurin für zahlreiche internationale Fernsehproduktionen tätig. Sie führte Regie bei Dokumentarfilmen wie „Gutenberg im Cyberstorm. Vom Wert des Buches im digitalen Zeitalter“, „Afro.Deutschland“ (Co-Regie) oder „Udo Lindenberg – Godfather of German Rock“ (Regie). Für die Musikdokumentation „A World Without Beethoven?“ mit Sarah Willis sowie John Williams, Wynton Marsalis, Ian Anderson, Billy Bragg, Gabriela Montero, Rudolf Schenker, die mit dem International Classical Music Award 2022 in Luxemburg ausgezeichnet wurde, war sie als verantwortliche Redakteurin zuständig. In Deutschland, den USA, den Niederlanden, Südafrika, Marokko, Brasilien, Frankreich, der Türkei, Aserbaidschan u. a. produzierte Lenz-Gleißner Fernsehbeiträge, Reportagen und TV-Sendungen. Prominente wie Leonard Cohen, Willy DeVille, Martin Luther King III, Andrzej Wajda, die  Wachowskis Lana und Lilly, Andrucha Waddington, José Padilha, Tom Tykwer, Hanna Schygulla und Nina Hagen zählten zu ihren Interviewpartnern. Sie konzipierte TV-Sendeformate wie „Paules Blind Date“ mit Ina Paule Klink oder „Arts and Culture“, Multimediaprojekte wie „Sehnsucht nach Europa“ und „Art of Freedom. Freedom of Art.“ oder den YouTube-Channel DW Classical Music. Ihre journalistische Arbeit wurde für den Adolf-Grimme-Preis nominiert und mehrfach ausgezeichnet, u. a. mit dem Kurt-Magnus-Preis, dem RIAS-Fernsehpreis, dem CIVIS-Preis, dem Dietrich-Oppenberg-Medienpreis und dem Axel-Springer-Preis.
Susanne Lenz-Gleißner ist Tochter von Ursula Lenz geb. Heinrich und Carl Otto Lenz, der  Mitglied des Deutschen Bundestages (CDU) und Generalanwalt am Europäischen Gerichtshof in Luxemburg war. Lenz ist Sohn des Rechtsanwaltes Otto Lenz, der den Widerstand gegen die NS-Diktatur unterstützte und die CDU in Berlin mitbegründete.
Susanne Lenz-Gleißner ist mit dem Pressesprecher Thomas Gleißner verheiratet und hat zwei erwachsene Kinder.

## Auszeichnungen (Auswahl)
- 2022 International Classical Music Award – Video Documentary (Commissioning Editor) "A World Without Beethoven"[13]
- 2021 Gold Telly Winner – Music Documentary (Commissioning Editor) "A World Without Beethoven?"[14]
- 2020 WorldFest Houston – Platinum Remi Award (Director) "Udo Lindenberg - Godfather of German Rock"[15]
- 2018 World Media Festival Hamburg – intermedia-globe GOLD (Idee/Script/Redaktion) Webclip "Bikini or Burkini ? A Time Journey in 100 Seconds"[16]
- 2018 Worldfest Houston – Platinum Remi Award (Co-Director/Co-Script) "Afro.Germany"[17]
- 2017 International Black Film Festival Nashville – Official Selection (Co-Director/Co-Script) "Afro.Germany"[18]
- 2017 San Francisco Black Film Festival – Official Selection (Co-Director/Co-Script) "Afro.Germany"[19]
- 2016 The New York Festivals 2016 – Silver World Medal (Director) "Gutenberg in the Cyberstorm"[20]
- 2016 Deutsch-Französischer Journalistenpreis Nominierung "Multimedia" (Projektleitung) für "Art of Freedom.Freedom of Art"[21]
- 2015 Dietrich Oppenberg – Medienpreis  für Dokumentarfilm (Regie) "Gutenberg im Cyberstorm"[22]
- 2015 Cannes Corporate Media&TV Awards – Silver Winner – (Director) "Gutenberg in the Cyberstorm"[23]
- 2014 WorldMediaFestival Hamburg – intermedia-globe Silver für TV-Magazin (Redakteurin/Autorin) KINO – Brasilien Spezial[24]
- 1998 CIVIS – Preis für 100-GRAD-Produktion (Leitung) zum Thema Fremdenfeindlichkeit
- 1996 Nominierung Adolf-Grimme-Preis (Projektleitung/Redaktion/Regie) Sendereihe "NLD-TV – das deutsch-niederländische Jugendmagazin" (Koproduktion Deutsche Welle / Veronica)
- 1995 RIAS – Fernsehpreis für 100-GRAD-Produktion (Redaktion) "Deutschland, Amiland?"[25]
- 1995 Axel-Springer-Preis 1995 für Sendereihe "NLD-TV – das deutsch-niederländische Jugendmagazin" (Koproduktion Deutsche Welle / Veronica)
- 1992 Kurt-Magnus-Preis Hessischer Rundfunk (Moderation/Redaktion/Autorin) "Radio unfrisiert", (Autorin) Featurereihe "wissenswert" u. a.[26]